# Češer
Češer ili šeširka je kratak izdanak četinjača, inačica strobilusa, koji nosi reproduktivne organe (plodne listiće, sporofile). Češeri su jednospolni (postoji posebno muški i ženski češer). Češeri oba spola najčešće se nalaze na istoj biljci, što se naziva jednodomost. Rjeđe su četinjače dvodomne i nose samo jedan tip češera na stablu. Muški češeri su kod većine vrsta zeljasti, dok su ženski odrvenjeli. Unutar ženskih češera razvija se sjeme.
U češerima se nalaze spolni organi. Muške češere čine prašnički listovi skupljeni u rese. Svaki prašnički list ima dvije peludnice s peludnim zrncima. U svakom peludnom zrncu su dvije nepokretne spolne stanice. 
Ženske češere čine plodni listovi. U svakom plodnom listu su dva sjemena zametka sa ženskom spolnom stanicom. Sjemeni zameci leže otvoreno na plodnim listovima. Zrnca peluda su lagana, pa ih raznosi vjetar. Donese li ih do sjemenih zametaka ženskog češerića, dolazi do oprašivanja. Nakon oprašivanja dolazi do oplodnje. Iz oplođene jajne stanice nastaje klica-zametak nove biljke. 
Iz sjemenih zametaka na svakom plodnom listu nastaju dvije sjemenke. Zeleni plodni listovi se odrvene i rašire. Listovi sa sjemenkama čine plod, češer. Zreli češer je okrenut prema dolje. Sjemenke su lagane, ispadaju iz češera i raznosi ih vjetar.

## Galerija
- Muški češer libanonskog cedra
- Muški češer bora
- Muški češer vrste Calocedrus decurrens
- Muški češer araukarije
- Zreli i nezreli ženski češeri tise
- Ženski češeri obične borovice
- Ženski češer običnog čempresa
- Ženski češeri balkanskog bora